# GanttProject
GanttProject é um programa livre licenciado como GPL, baseado em linguagem Java. Género de projecto de programa de gestão, corre nos sistemas operativos Windows, Linux e Mac OS X.
Inclui Diagrama de Gantt para projectos de calendarização de tarefas e recursos. Tem um número de opções de relatórios (MS Project, HTML, PDF, planilhas). As principais características incluem a hierarquia de tarefas e dependências, gráfico de Gantt, gráfico carga de recursos, relatórios de PDF e HTML e importação e exportação de projectos.

## Recepção
O programa foi aclamado positivamente, sendo visto como uma "solução de gestão totalmente aberta" e colaborativa, que fornecesse acesso rápido à organização de tempo de trabalho, inclusão de tarefas e criação de recursos.

## Galeria

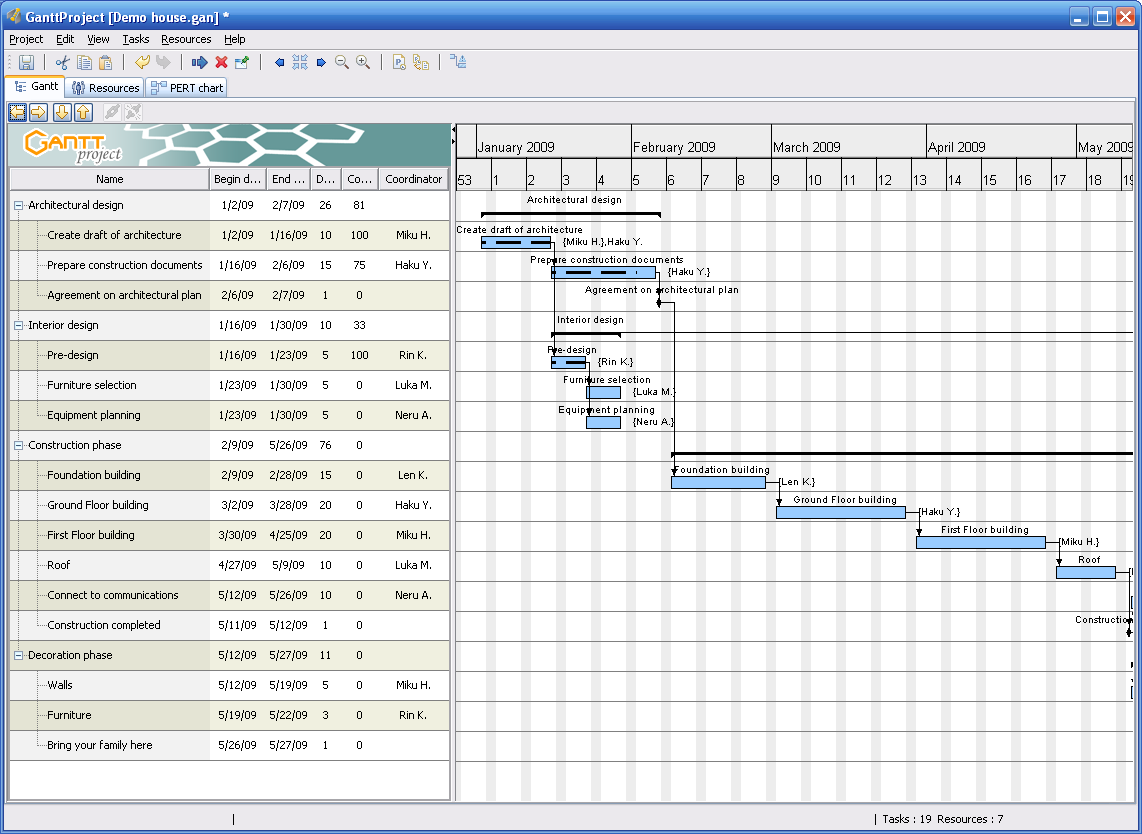
Diagrama de Gantt de um projecto no GanttProject 2.0.4 em Windows XP.
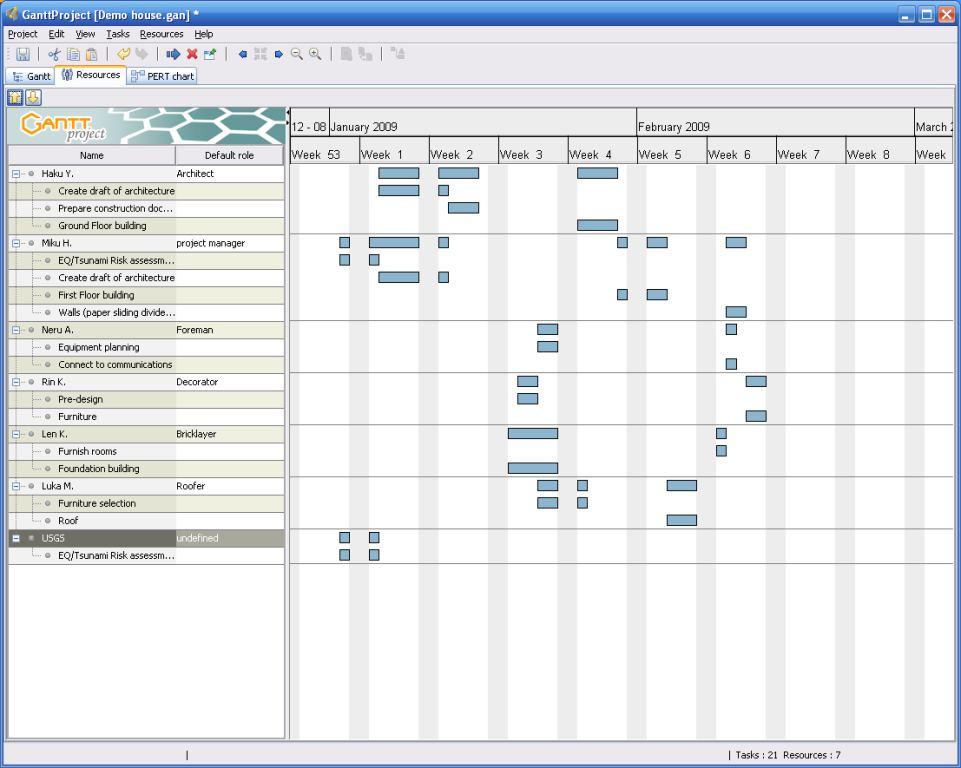
Programa GanttProject 2.0.4 em Linux.